# HMS Charybdis (1940)
HMS Charybdis (88) (Корабль Его величества Харибдис — Харибда) — британский легкий крейсер, типа «Дидо» (модифицированный). Был заказан в рамках программы 1938 года 28 августа 1938 года и заложен на верфи Cammell Laird, в Биркенхеде 9 ноября 1938 года. Крейсер был спущен на воду 17 сентября 1940 года, став пятым кораблём носящим это имя в британском флоте с 1809 года. Завершение строительства было задержано в связи со строительством эскортных кораблей, приоритет которых был повышен в первую очередь, а также заменой 133-мм орудий на парные 114-мм QF Mark III. Вступил в строй 3 декабря 1941 года.

## История службы
3 ноября 1941 года постройка крейсера была завершена и были начаты приемочные испытания, завершившиеся 15 ноября того же года. 16 ноября Харибдис прибыл в Клайд. 3 декабря крейсер был введен в строй и начал тренировки до вступления в состав Home Fleet.
15 декабря крейсер сопровождал корабли 1-й минно-заградительной эскадры во время установки заграждений на северном барраже (операция SN81).
В январе 1942 года крейсер завершил боевую подготовку и вступил в состав Home Fleet.
30 марта крейсер сопровождал корабли 1-й минно-заградительной эскадры во время установки заграждений на северном барраже (операция SN87).

### В составе Соединения «H»
В апреле крейсер был номинирован на службе в составе Соединения «H», базировавшегося в Гибралтаре. 13 апреля сопровождал американский авианосец Wasp с линейным крейсером Renown и крейсером Cairo во время перехода в Гибралтар. 19 апреля образовал Соединение «W» вместе с Renown и Cairo для сопровождения Wasp, доставляющего самолёты на Мальту, в сопровождении эсминцев Inglefield, Ithuriel, Echo, Partridge и эсминцами ВМС США Lang и Madison (операция Calendar). 20 апреля, по завершении операции, сопровождал Wasp на переходе из Гибралтара в Атлантику. 23 апреля вернулся в Гибралтар.
6 мая Харибдис вместе с Renown, эсминцами Echo, Eclipse и Intrepid составили Force W. 7 мая оно в Атлантике приняло под опеку Wasp, шедший из Великобритании с очередной партией Спитфайров на Мальту. С 8 мая прикрывал американский авианосец и авианосец в доставке самолётов на Мальту (операция Bowery). По окончании операции, Харибдис 10 мая вернулся в Гибралтар.
17 мая крейсер сопровождал авианосцы Eagle и Argus для доставки самолётов на Мальту, прикрываемые эсминцами Partridge, Ithuriel, Antelope, Wishart, Westcott, Wrestler и Vidette (операция LB). После окончании операции, корабли 20 мая вернулись на Мальту.
2 июня вместе с эсминцами Westcott, Wishart, Ithuriel, Antelope и Partridge сопровождал авианосец Eagle, в ходе очередной доставки самолётов на Мальту (операция Style).
8 июня очередная доставка на Мальту. Сопровождал Eagle с крейсером Cairo и эсминцами Partridge, Ithuriel, Antelope, Wishart, Wrestler и Westcott (операция Salient).
11 июня составил Force W с линейным кораблём Malaya, авианосцами Eagle, Argus, крейсерами Kenya и Liverpool, эсминцами Onslow, Icarus, Escapade, Westcott, Wishart, Wrestler, Vidette и Antelope, для обеспечения проводки конвоя через Сицилийские узости на Мальту (Операция «Гарпун»). 17 июня крейсер вернулся в Гибралтар.
11 июля сопровождал Eagle с Cairo и эсминцами Westcott, Wrestler, Antelope, Vansittart и Ithuriel, для очередной доставки самолётов на Мальту (операция Pin Point).
20 июля повторная доставка самолётов на Мальту с теми же кораблями (операция Insect).
5 августа объединился с авианосцами Victorious, Indomitable, Eagle и Argus, крейсерами Phoebe и Sirius в Атлантике для учений по наведению истребителей и совместным операциям нескольких авианосцев 'Cross-Deck' (учения Berserk).
9 августа стал частью Соединения Z, к западу от Гибралтара, с линкорами Nelson, Rodney, авианосцами Victorious, Indomitable, Eagle, крейсерами Sirius и Phoebe и 12 эсминцами для обеспечения прохождения конвоя снабжения (WS-21S) через сицилийские узости (операция «Пьедестал»). 12 августа находился с Indomitable, чтобы обеспечить зенитную защиту после полученного тем повреждения. Отсоединен от Force Z после наступления темноты, чтобы заменить повреждённый крейсер Manchester в Force X при прохождении через сицилийские проливы. 14 августа воссоединился с Force Z, находился под вражескими авиационными атаками. 15 августа прибыл в Гибралтар.
В сентябре Харибдис действовал из Гибралтара. Он осуществлял патрулирование между Азорскими островами и мысом Финистерре для перехвата вражеских судов, пытающихся пройти с Дальнего Востока во французские порты. В октябре он продолжал дежурство в Атлантическом патруле, включая дозаправку на Азорских островах.
28 октября сопровождал авианосец Furious с крейсером Aurora эсминцами Westcott, Wishart, Achates, Vanoc, Verity, польским эсминцем Błyskawica, эскортными миноносцами Cowdray и Bramham для заключительной доставки на Мальту самолётов (операция Train).

### Высадка в Северной Африке
В начале ноября крейсер номинирован на поддержку союзнических десантов в Северной Африке (операция «Факел»). 6 ноября вошел в состав сопровождения конвоя KMF-1 с авианосцем Argus, эскортным авианосцем Avenger, крейсерами Scylla и Sheffield на заключительном этапе перехода в Гибралтар. Конвой был частью восточной оперативной группы, осуществляющей десант в Алжире. 10 ноября сопровождал военный конвой для высадки в Бужи и Боне с крейсером Scylla. Находился под периодическими воздушными атаками и поддерживал войска артиллерийским огнём. 13 ноября с эскортным авианосцем Avenger сопровождал войсковые транспорты во время прохода через Гибралтар.
25 ноября погрузил британских и американских военнослужащих для перевозки в Алжир. 27 ноября задействован с крейсерами Aurora, Argonaut, Scylla и Sirius для перехвата французских военных кораблей, приближающихся к побережью Северной Африки. 30 ноября прибыл в Мерс-эль-Кебир.
В декабре крейсер действовал с кораблями соединения «H» в учениях в Западном Средиземноморье.

### В Метрополии и Атлантике
11 декабря крейсер был назначен на постановку в ремонт в Великобритании и 12 декабря отправился в Барроу. Во время этого перехода на борту присутствовали 3 немецких военнопленных. 15 декабря встал на ремонт, продолжавшийся до середины февраля 1943 года. 20 февраля он перешел в Ливерпуль для обычного докования. 7 марта присоединился к Home Fleet в Скапа-Флоу для дальнейшей службы. Находился в базе во время визита короля Георга VI на флот.
21 марта Харибдис обеспечивал прикрытие кораблей 1-й минно-заградительной эскадры в ходе минной постановки на северном барраже (операция SN90A).
28 марта переведен в состав Плимутского командования для действий у юго-западных подходов и перешел в Плимут. Направлен на поисковую операцию в районе Фарерских островов. 4 апреля прибыл в Плимут.
7 апреля осуществил безуспешное патрулирование на перехват вражеских блокадопрорывателей в Бискайском заливе.
19 апреля сопровождал военный конвой в Гибралтар. 25 апреля ушел обратно в Плимут.
5 мая с крейсером Uganda сопровождал лайнер Queen Mary, доставлявший премьер-министра в США. 8 мая отсоединился от эскорта, сменённый двумя эсминцами США.
с 12 мая действовал в патруле по перехвату в Бискайском заливе и обеспечению прикрытия конвоев из Великобритании в Гибралтара в ходе подготовки к высадке союзников на Сицилии (операция Husky). Был задействован в этих патрулях на протяжении июня.
22 июля Харибдис присоединился к войсковым конвоям WS-32 (на Ближний Восток и Бомбей) и KMF-20 (в Гибралтар и Алжир) у юго-западных подходов, чтобы обеспечить их прикрытие во время перехода в Бискайском заливе. Это требовалось на случай атаки немецких эсминцев с французских баз. 25 июля отделился от конвоя когда тот был разделен на отдельные части во Фритаун (WS-22) и Гибралтар (KMF-20). После этого продолжил службу в Бискайском заливе.
11 августа переведен в Гибралтар для выполнения обязанностей по обороне конвоев в Атлантике и Западном Средиземноморье. Отплыл из Плимута для защиты конвоя в Бискайском заливе во время перехода в Гибралтар. В этом рейсе, на борту в качестве пассажира присутствовал актёр Ноэль Кауард (Noel Coward).
22 августа присоединился к военным конвоям WS-33 (на Ближний Восток и Бомбей) и KMF-22 (в Гибралтар и Алжир) во время перехода в Гибралтар для обеспечения прикрытия при пересечении Бискайского залива. 23 августа оставил объединённый конвой, который разделился по прибытии в Гибралтар, и продолжил патрулирование в Бискайском заливе. 31 августа прибыл в Гибралтар на соединение с флотом.

### Высадка на Сицилии
В сентябре переведен в Бизерту, для обеспечения войсковых операций. 10 сентября присоединился к Восточным силам поддержки (TF88) с крейсерами Euryalus и Scylla, для защиты эскортных авианосцев Unicorn, Hunter, Battler, Attacker и Striker от воздушного атак во время высадки союзников в Салерно (операция Avalanche). 11 сентября отделился совершил переход в Палермо, где взял на борт генерала Эйзенхауэра для совершения визита в Салерно. 12 сентября отплыл от плацдарма высадки в Бизерту. 13 сентября направлен в Триполи для посадки солдат и военных припасов. 14 сентября присоединился к Euryalus и Scylla в Триполи для операции по доставке. Приплыли в Салерно.15 сентября выгружал солдат и припасы на плацдарме. 18 сентября Харибдис был освобожден от проведения операции Avalanche и возобновил патрулирование и сопровождение конвоев в Бискайском заливе.
В октябре крейсер снова перевели в Плимутское командование. 11 октября он присоединился к эскорта конвоя из Гибралтара юго-западных подходов. 12 октября отделился от конвоя и совершил переход в Плимут.

### Гибель
20 октября крейсер был назначен для проведения операции по перехвату немецкого блокадопрорывателя Munsterland в Бискайском заливе (операция из серии Tunnel), которое под данным разведки находилось на переходе в этом районе. Вечером 22 октября 1943 года Харибдис отплыл из Плимута с эсминцами Grenville, Rocket и эскортными миноносцами типа Хант: Limbourne, Talybont, Stevenstone и Wensleydale для перехвата Munsterland, который, как ожидалось, будет переходить из Бреста в Шербур. Эти корабли были нескольких разных типов с различными характеристиками, они не проходили вместе тактической подготовки и Ханты, к тому же, были менее тихоходными и не имели торпедного вооружения. Обычно они составляли эскорт конвоев. Поэтому эскадра не была должным образом организованной и хорошо обученной ударной силой.
Munsterland покинул Брест днём 22 октября в сопровождении восьми небольших эскортных судов, и пяти немецких миноносцев, присоединившихся в качестве внешнего эскорт в тот вечер к северу от конвоя.
Вскоре после наступления темноты Харибдис находился в семи милях от северного побережья Бретани и двигался на запад со скоростью 13 узлов. Как стало известно впоследствии, немецкий береговой радар обнаружил их в 0:30 и подал сигнал тревоги. Ханты перехватили немецкое голосовое радио и передали об этом на Харибдис, который, похоже, не оценил их значение.
В 1:30 Харибдис обнаружил радиолокационный контакт на расстоянии 14 000 ярдов. Он увеличил скорость, но не предупредил эсминцы о контакте. Пятнадцать минут спустя Харибдис выпустил осветительный снаряд, но немецкие миноносцы уже заметили его. Они быстро развернулись и выпустили торпеды — крейсер получил две торпеды с миноносца Т-23 и затонул в точке 48°59′ с. ш. 03°39′ з. д. в течение 30 минут. Погибло 426 человека из состава экипажа и только 107 были спасены. Миноносец Limbourne также был потоплен. Быстрый успех противника вызвал некоторую путаницу среди британских кораблей, которые не предприняли ответных действий. Немцы следили за спасательными операциями, но, к счастью, в дальнейшем не вмешивались. Если бы они сделали это, то это могло бы привести к дальнейшим потерям. Munsterland и его эскорт продолжали беспрепятственно свой путь.
Командующий Плимутским командование адмирал сэр Ральф Литэм (Ralph Leatham), признал, что немцы полностью переиграли его силы и застали их врасплох. Это было связано с отсутствием возможности натренировать действия корабли в ночных боях с помощью радиолокационного контроля.